# گیم‌اسپات
گیم‌اسپات(به انگلیسی: GameSpot) یک وب‌سایت خبرنگاری بازی‌های ویدئویی است که اطلاعاتی شامل نقدها، اخبار، دانلودها، تصاویر و راهنمای بازی‌هاست. این وب‌گاه در مه ۱۹۹۶ و توسط پیت دیمر و وینس برودی ایجاد شد. این شرکت توسط زدنت خریداری شد که خود این شرکت نیز توسط سی‌نت خریداری گشت. گیم‌اسپات اکنون جزو ۲۰۰ وب‌گاه پر بیننده دنیاست. یکی دیگر از دامنه‌های این سایت Gamecenter.com می‌باشد. این وب سایت معتبر و بزرگ خبری گیم هر ساله نمایشگاه بزرگ E3 را به شکل زنده پخش می‌کند.
در سال ۲۰۰۴ گیم‌اسپات برنده "بهترین وب‌گاه بازی‌های رایانه‌ای" از طرف Spike TV شد. بزرگترین رقیب‌های گیم‌اسپات، آی‌جی‌ان، 1UP.com و گیم‌اسپای بودند. دامنه گیم‌اسپات در سال ۲۰۰۸ نزدیک به ۶۰ میلیون بیننده داشته‌است.